# Хоккей на траве в Малайзии
Хоккей на траве в Малайзии организованно культивируется с 1940-х годов и считается одним из самых популярных видов спорта.

## Период становления
В колониальный период развитием игры в Британской Малайе занимался Малайский совет хоккея на траве, который в 1948 году вступил в Международную федерацию хоккея на траве.
В 1963 году, когда страна стала независимой, была создана Федерация хоккея на траве Малайзии.
«Отцом малайзийского хоккея на траве» называют Перака Азлана Мухибуддина Шаха, который уделял большое внимание его развитию. До 2005 года он возглавлял Федерацию хоккея на траве Малайзии, в 1997—2014 годах был президентом Азиатской федерации хоккея на траве, входил в исполнительный совет Международной федерации хоккея на траве, был её вице-президентом.

## Национальные соревнования
С 1948 года разыгрывался клубный чемпионат Малайи, с 1949 года — чемпионат сборных штатов.
К началу 1980-х годов в Малайзии насчитывалось около 4 тысяч зарегистрированных хоккеистов и 70 клубов. К этому времени местный хоккей на траве был третьим по силе в Азии после признанных мировых лидеров — Индии и Пакистана. Малайзийские игроки отличались техничной игрой, однако редко могли похвастаться физическими данными.
В 1987 году была создана Малайзийская хоккейная лига — высший эшелон местного клубного хоккея. Целью стало поднятие интереса зрителей, которые в последние годы стали предпочитать футбол. Самая титулованная команда — «Куала-Лумпур», девять раз выигрывавшая золото. Кубок страны чаще других — семь раз — доставался «Тенага Насионал Берхад» из Куала-Лумпура. Также разыгрывается женская и юниорская Малайзийская хоккейная лига. К 2021 году в мужской лиге насчитывается восемь команд, в женской — шесть.

## Международные соревнования

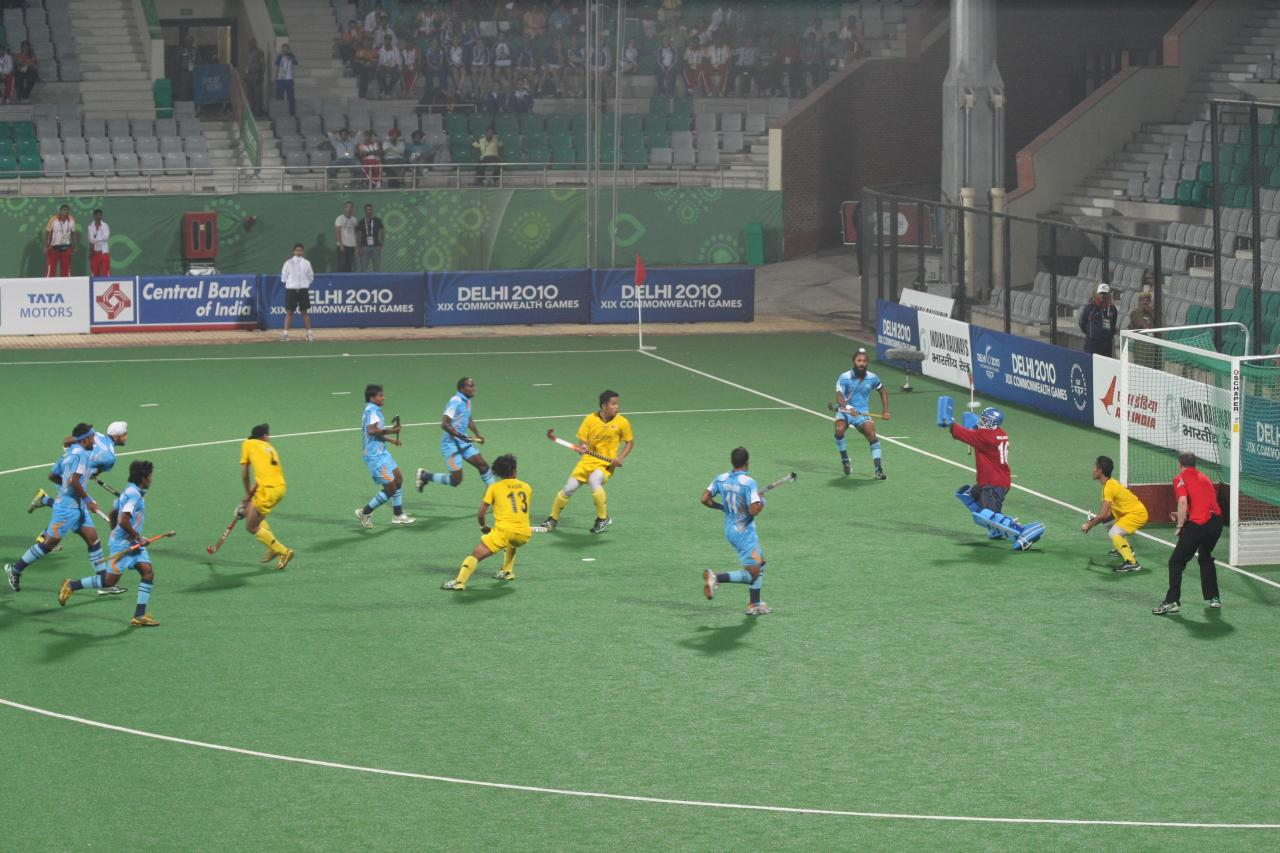
Играют сборные Индии и Малайзии по хоккею на траве, 2010 год

Мужская сборная Малайзии девять раз участвовала в хоккейных турнирах летних Олимпийских игр (1956, 1964, 1968, 1972, 1976, 1984, 1992, 1996, 2000), высшим достижением стало 8-е место в 1972 и 1976 годах. Малайзийцы восемь раз выступали на чемпионатах мира (1973, 1975, 1978, 1982, 1998, 2002, 2014, 2018), лучшим результатом стало 4-е место, которое они заняли в 1975 году. С 1982 года сборная Малайзии — неизменный участник чемпионатов Азии наряду с Индией и Пакистаном. В 2007 году она выиграла бронзовые медали, в 2017 году — серебряные. Малайзийцы участвовали во всех хоккейных турнирах летних Азиатских игр, на их счету восемь медалей: две серебряных (2010, 2018) и шесть бронзовых (1962, 1974, 1978, 1982, 1990, 2002). В Азиатском трофее чемпионов малайзийцы занимали 3-е место во всех пяти розыгрышах. Рекордсмен сборной Малайзии — защитник Кухан Шанмуганатхан, который в 1996—2007 годах провёл в её составе 341 матч.
Женская сборная Малайзии выступает значительно скромнее. Она никогда не участвовала в Олимпийских играх и чемпионатах мира. Малайзийки выступали на семи из девяти чемпионатов Азии, выиграв в 1985 году бронзовые медали. В 2013 году они заняли 3-е место в Азиатском трофее чемпионов. Малайзийские хоккеистки шесть раз участвовали в летних Азиатских играх, выиграв в 1982 году бронзу.
На молодёжном уровне малайзийцы регулярно выступает на чемпионатах мира, пропустив только турнир 1997 года, трижды команда занимала 4-е место (1979, 1982, 2013). В чемпионатах Азии мужская молодёжная сборная Малайзии завоевала серебряные медали в 1992 году, бронзовые — в 2000 году, золотые — в 2012 году. Женская молодёжная сборная выступала на шести из семи чемпионатов Азии.
Малайзия неоднократно принимала крупные международные турниры по хоккею на траве. В 1975 и 2002 годах здесь проводился мужской чемпионат мира, в 1983 году — женский. В 1993 и 2007 годах в Малайзии проходил Трофей чемпионов. Трижды страна принимала мужской молодёжный чемпионат мира (1982, 1989, 2002, последний — совместно с Сингапуром), один раз — женский (2009). Четыре раза в Малайзии проводился мужской чемпионат Азии (1999, 2003, 2009, 2013), один раз — женский (2013).
С 1983 года в Малайзии разыгрывается международный турнир среди мужских сборных на Кубок султана Азлана Шаха.